# Tragopan de Blyth
Tragopan blythii
Espèce
Statut de conservation UICN

 VU C2a(i) : Vulnérable
Statut CITES
Le Tragopan de Blyth (Tragopan blythii) est une espèce d'oiseau de la famille des faisans (Phasianidae) qui se trouve dans le Bhoutan, dans le nord-est de l'Inde, dans le sud-est du Tibet et au nord-ouest du Yunnan en Chine. Ses effectifs totaux ne sont pas connus avec certitude. Son nom commémore l'ornithologue britannique Edward Blyth (1810-1873).

## Description de la bavette
La bavette déployée est de forme plutôt carrée à angles arrondis et de couleur jaune bordée de bleu turquoise.

## Distribution
Cet oiseau est présent dans l'est du Bhoutan, Arunachal Pradesh, Nagaland, Manipur, Mizoram, nord du Myanmar, sud-est du Tibet, Kachin et nord-ouest du Yunnan.

## Sous-espèces
Cet oiseau est représenté par deux sous-espèces :
- T. b. blythii (Jerdon, 1870) : Nagaland et ses environs. Autrefois, montagnes de l’Assam. Une petite population a été trouvée dans l’état du Kachin dans le nord du Myanmar et une observation a été faite dans le nord-ouest du Yunnan.
- T. b. molesworthi Baker, 1914 : au nord du Brahmapoutre, à l’est du Bhoutan, débordant légèrement au nord dans le sud du Tibet et à l’est sur Arunachal Pradesh. Elle a été récemment retrouvée sur les monts Dafla.

## Habitat
Il se présente comme une forêt luxuriante composée de chênes, de bambous, de fougères et de rhododendrons sur un épais sous-bois herbeux. Dans les zones exposées au dérangement humain, ce tragopan s’est réfugié en forêt primaire à sous-bois dense couvrant des parois escarpées.

## Alimentation
Elle était documentée de façon très généraliste (toutes sortes de graines, baies, fruits et bourgeons) par les premiers auteurs mais Biswas (1968) a apporté une meilleure contribution portant sur l’analyse d’un jabot d’une femelle T. b. molesworthi : des frondes de fougères, des feuilles de spirée (Spiraea), d’une cucurbitacée (Herpetospermum caudigerum), d’une renonculacée et d’autres particules de pousses, pétioles et bourgeons de feuilles mais sans nourriture animale.

## Comportement non social
Il est peu documenté, l’espèce effectuerait des mouvements d’altitude quotidiens, se déplaçant des dortoirs aux aires de nourrissage situées plus bas.

## Comportement social
Peu d’informations sont à notre disposition. Comme chez les autres tragopans, les mâles marquent leur territoire par des cris et en se répondant mutuellement. D’après des observations en captivité, ce sont les mâles qui choisissent les femelles et qui les protègent quand elles entrent sur leur territoire.

## Parade nuptiale
En parade latérale, le mâle abaisse l’aile située du côté de sa femelle et marche mollement autour d’elle en exhibant ses magnifiques plumes orangées et perlées de blanc. En parade frontale, il recherche un site de parade doté d’un rocher derrière lequel il se cache tout en la fixant du regard. Puis il hoche la tête de droite à gauche, se lève, la bavette modérément déployée mais les cornes dressées. Il entame alors une marche nuptiale vers la femelle en ouvrant les ailes et la queue, la bavette complètement étalée et les cornes droites et frémissantes. Toutes ces activités sont ponctuées de gloussements « couac » émis par les deux sexes.

## Nidification
Le nid est presque toujours placé assez haut (de 2 à 6 m) dans un arbre, un buisson ou sur une souche haute. Il est presque toujours bien dissimulé dans l’enchevêtrement de plantes épiphytes et grimpantes poussant dans la couronne des arbres. Il est composé d’une assise de branchettes et de rameaux avec un revêtement interne de brindilles plus fines et de brins d’herbe. La ponte compte généralement trois ou quatre œufs.

## Prédation
Il n’y a pas, dans la littérature, de données spécifiques sur la prédation mais les félins (tigres, panthères, léopards, chats sauvages) et différents mustélidés représentent certainement des prédateurs potentiels.

## Statut et conservation
Fuller & Garson (2000) considèrent l’espèce comme vulnérable avec une population (estimée entre 2500 et 10 000 individus) en recul pour la forme nominale et la sous-espèce molesworthi comme non menacée au Bhoutan et au Tibet, pour des considérations culturelles.